# 威利斯鎮區 (阿肯色州波因塞特縣)
威利斯鎮區（英語：Willis Township）是位於美國阿肯色州波因塞特縣的一個行政鎮區。

## 地方資料
威利斯鎮區的面積為137.06平方千米，當中陸地面積為135.95平方千米，而水域面積為1.11平方千米。根據2010年美國人口普查的數據，當地共有人口8670人，而人口密度為每平方千米63.26人。